# Билькар, Мориц
Антуан Морис Антельм Билькар или (в немецких источниках) Мориц Билькар (фр. Antoine Maurice Anthelme Billecard; нем. Moritz Billecard, 3 августа 1876, Люр — 8 декабря 1940, Алжир) — французский шахматист, мастер, участник крупных международных соревнований.
Родился в городе Люр (департамент Верхняя Сона, область Франш-Конте). Выдвинулся в парижских клубных турнирах. Участвовал в соревнованиях Германского шахматного союза (в 1900 году — в главном турнире). В 1902 году был приглашен в турнир мастеров в Монте-Карло, но потом отказался от участия. Участвовал в турнире 1907 г. в Остенде, который был одним из главных соревнований того времени.
Большую часть жизни прожил в Алжире (в то время французская колония).

## Спортивные результаты
| Год  | Город   | Соревнование                               | + | −  | = | Результат | Место |
| ---- | ------- | ------------------------------------------ | - | -- | - | --------- | ----- |
| 1895 | Париж   | Первенство кафе «Режанс»                   |   |    |   |           | 7—8   |
| 1900 | Мюнхен  | 12-й конгресс Германского шахматного союза | 1 | 10 | 4 | 3 из 15   | 14—15 |
| 1901 | Париж   | Турнир мастеров                            |   |    |   |           | 4     |
| 1907 | Остенде | Международный турнир                       | 8 | 12 | 8 | 12 из 28  | 20—21 |